# タポバン

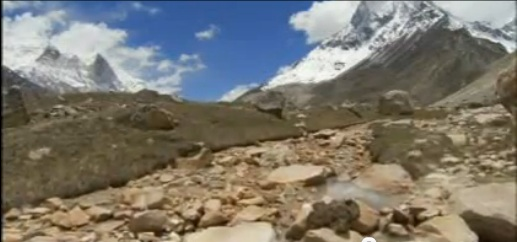
聖なる川ガンジス川の源流。

タポバン、ないし、タポヴァン (Tapovan) は、サンスクリット語に由来する言葉で、懺悔、あるいは意味を拡張して信仰上の屈辱、厳粛などを意味する「タパス (tapas)」と、森、茂みを意味する「vana」が結び付いた言葉である。すなわちタポバンは、「厳粛な、信仰上の儀式の森」といった意味になる。
インドでは伝統的に、誰かが真摯な霊的実践のために隠棲した場所であれば、そこが森ではないとしても、後々タポバンと称されてきた。賢者なりサドゥー（修行者）が隠棲した特定の洞窟や庵だけでなく、リシケーシュ付近のガンジス川北部西岸など、隠者たちが隠棲した地域全体がタポバンとして知られるようになっている例もある。

## 地名としてのタポバン

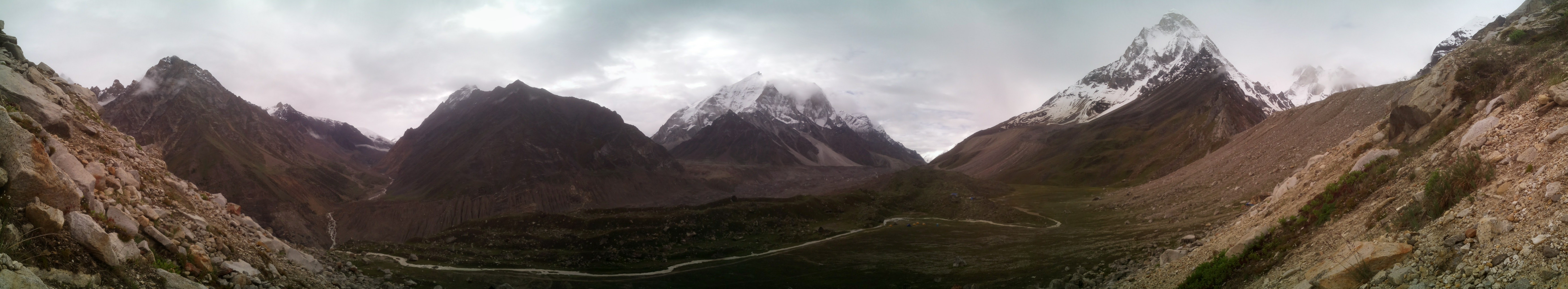
100m高い位置から眺めた眺めたタポバン。標高 4478m ほどの一帯。

インドで最もよく知られたタポバンは、ウッタラーカンド州のガンゴートリー氷河にあるガンジス川の源流のひとつから、より上部の地域である。シブリン峰の麓、標高 4,463m (14,640フィート) ほどにある植生のない不毛地帯は、季節によって何人ものサドゥーたちが洞窟や小屋などに起居しており、トレッキングで訪れる目的地のひとつにもなっている。このトレッキングは、通常はゴムフを出発点とし、2013年の北インド洪水によってガンゴートリーからゴムフまでの経路の大部分が破壊される前には、難易度は、中程度から高難度の範囲とされている。タポバン地域は、シブリン峰やバギーラティ山群などへの登山隊がベースキャンプを設ける場所でもある。タポバン地域には、牧草地や小川の流れ、お花畑などもあり、牧草地はインドで最も素晴らしい標高の高い牧草地のひとつとされている。タポバンでは、アーミット・ガンガ (Amrit Ganga)、すなわち「ガンジスの果汁」と称される小川が氷河に注ぎ込んでいる。タポバンの近傍には、ナンダンバン (Nandanvan) という場所があり、トレッキングでやってきた者や、巡礼者たちが、そちらにも訪れている。ナンダンバンは、バギーラティ山群の麓にある広々とした牧草地の中に位置している。